# Oberzent
Oberzent är en stad i Odenwaldkreis i Regierungsbezirk Darmstadt i förbundslandet Hessen i Tyskland. Staden bildades 1 januari 2018 genom en sammanslagning av den tidigare staden Beerfelden och tidigare kommunerna Hesseneck, Rothenberg och Sensbachtal.